# ラージャ・オデヤ2世
ラージャ・オデヤ2世（Raja Wodeyar II, 1612年5月26日 - 1638年10月8日）は、南インドのカルナータカ地方、マイソール王国の君主（在位：1637年 - 1638年）。

## 生涯
1637年5月2日、甥のチャーマ・ラージャ6世が死亡し、叔父のラージャ・オデヤ2世が王位を継承した。
1638年10月8日、ラージャ・オデヤ2世は死亡し、従兄弟のナラサー・ラージャ1世が王位を継承した。